# Fort Thüngen
Fort Thüngen és una fortificació històrica de la Ciutat de Luxemburg. Està situada al Parc Dräi Eechelen, al barri de Kirchberg, al nord-est de la ciutat. També es coneix col·loquialment com les Tres Glans (luxemburguès: Dräi Eechelen, francès: Trois Glands, alemany: Drei Eicheln) en referència a les glans situades a la punta de les tres torres.
La major part de la fortalesa original va ser enderrocada després del Tractat de Londres de 1867, el qual va establir l'enderroc de nombroses fortificacions de la Ciutat de Luxemburg. Només en van quedar les tres torres i els fonaments de la resta del fort. Durant la dècada dels 1990, es va reconstruir completament, en paral·lel amb el desenvolupament de la zona per a la construcció del Mudam, el museu d'art modern de Luxemburg. Després de ser plenament restaurat, l'edifici es va reobrir el 2012 amb el nom de Museu de les Tres Glans (Musée Dräi Eechelen).